# Капетус
Капетус (лат. Capetus) — вымерший род темноспондилов, обитавших в позднем каменноугольном периоде (вестфальский век). Типовой и единственный вид — Capetus palustris.

## История открытия
В серии работ 1885—1901 годов, посвященных пермо-карбоновым позвоночным Богемии (современная Чешская республика), Фрич описал фрагменты крупных темноспондилов, большинство из которых несомненно относились к Cohleosaurus bohemicus. Некоторые образцы были определены как второй таксон, Nyrania trachystoma, а крупный фрагмент передней части неба стал голотипом третьего — Gaudrya latistoma. Затем в первой половине прошлого века было описано еще несколько крупных черепов темноспондилов из Ниржани (Чехия), ни один из которых не принадлежал Cohleosaurus. Бройли описал их и отнес к виду Sclerocephalus credneri, который был введен Фричем для образца из пермских отложений Рупрехтова, Чешская республика. В 1938 Маргарет Стин описала фрагмент черепа из Ниржани как новый вид Capetus palustris. Она отметила, что крупнейший из вышеупомянутых образцов Бройли принадлежал к этому же виду, в то время как остальные относились к локсомматидам.
Далее, в 1942 г. в ходе дискуссии о взаимоотношениях Edops craigi из нижней перми Техаса, Ромер и Виттер предположили, что капет был близким родственником эдопса и представлен не только материалом голотипа, описанным Стин и крупнейшим образцом Бройли, но также и образцом Йекеля, происходящим также из Ниржани и отнесенным ранее к виду Chelydosaurus vranyi. Позднее Ромер в своей ревизии лабиринтодонтных амфибий совместил в один вид всех крупных темноспондилов из Ниржани, которые не относились к кохлеозавру. Он основывался на образцах, описанных Стин, Бройли и Йекелем, а также включил сюда голотип G. latistoma и те образцы, которые Фрич относил к Nyrania. Этот сборный таксон получил старшее название Gaudrya latistoma и использовался для крупных не-кохлеозавридных темноспондилов из Ниржани в публикациях Ромера и некоторых более поздних авторов. Ромер также синонимизировал капета с современным ему родом Macrerpeton из Линтона, Огайо, США, однако эта синонимия не была им обоснована в печати.
Находка ранее не описанного, крупного, полного черепа, принадлежащего этому виду, в Вене в 1983 г. и его последующая препарация позволила Секвейре и Милнеру понять, какие из образцов переопределить как принадлежащие кохлеозавру, а какие действительно являются не-кохлеозавридными. В результате этой ревизии старшим именем для всего не-кохлеозавридного материала становится Capetus palustris.

## Описание
Крупное животное длиной 1,5 м. Известен преимущественно по фрагментам черепов. Череп до 40 см длиной и напоминает череп аллигатора — с не очень длинной закруглённой мордой, довольно высокий. Зубы крупные, немногочисленные. Капетус не может быть отнесён ни к одному из семейств темноспондилов, поскольку практически не имеет особенных черт строения. Судя по черепу, это был полуназемный или наземный хищник. Описан в 1938 году Стином из позднекаменноугольных (вестфал Д) отложений Ниржани в Чешской республике. Синоним — Gaudrya latistoma, первые найденные остатки относили к родам Sclerocephalus и Chelydosaurus (из надсемейства Eryopoidea). Капетус был одним из доминирующих хищников своего времени и места. Он делил местообитание со сходным по размерам Cochleosaurus, который, тем не менее, был преимущественно водным животным.

## Классификация
Определить филогенетическое положение капета представляется затруднительным, так как характерные для него признаки не позволяют с уверенностью отнести его к какому-либо семейству. Так, в работе Sidor et al. (2005) капет был определен как базальный эдопоид, тогда как в более позднем исследовании были применены различные филогенетические анализы, часть из которых идентифицировала капета как эдопоида, часть как эриопида, а некоторые результаты и вовсе исключали капета из древа темноспондилов.

## Палеоэкология
Находки капета происходят из шахт Ниржани, Чехия. Остатки ископаемых позвоночных находят здесь с 1870 г., фаунистический комплекс насчитывает около 25 моноспецифичных родов, большинство из которых неполны, фрагментарны и плохо поддаются изучению.
Отложения, из которых происходят остатки, представляют собой кеннельские угли (разновидность каменного угля, горючий сланец). Они богаты органикой и залегают в виде пластов, переслаивающихся с глинами, мергелистыми известняками и конгломератами. Предполагается, что данные породы соответствуют обстановке мелкого пресноводного бассейна с пышной береговой растительностью и богатым фаунистическим комплексом.